# 17 Dywizja Kawalerii (RFSRR)
17 Dywizja Kawalerii (ros. 17-я кавалерийская дивизия) – związek taktyczny kawalerii Armii Czerwonej okresu wojny domowej w Rosji i wojny polsko-bolszewickiej.
1 maja 1920 dywizja broniła się na przedpolach Kijowa wzdłuż dolnego biegu rzeki Teterew wraz z 47 Dywizją Strzelców. 5 maja 1920 znalazła się w prawym skrzydle w okolicy Glebówka–Dymer.
Od 18 kwietnia 1920 dywizją dowodził Wasilij Iwanowicz Matuzenka

## Struktura organizacyjna
Stan na dzień 25 kwietnia 1920
dowództwo dywizji
- 1 Brygada Kawalerii
  - 97 pułk kawalerii
  - 98 pułk kawalerii
- 2 Brygada Kawalerii
  - 99 pułk kawalerii
- 3 Brygada Kawalerii
  - 101 pułk kawalerii
  - 102 pułk kawalerii